# 特里伯尔
特里伯尔（德語：Triebel）是德国萨克森州的市镇，隶属于福格特兰县。总面积为43.09平方千米，截至2023年12月31日总人口为1,179人。